# تاكاشي ناكانو
تاكاشي ناكانو (باليابانية: 中野高؛ بالكانا: なかの たかし) هو سباح ياباني، ولد في 21 يوليو 1984 في تاتشيكاوا في اليابان.

## وصلات خارجية
- تاكاشي ناكانو على موقع الاتحاد الدولي للسباحة (الإنجليزية)
- تاكاشي ناكانو على موقع أوليمبيديا (الإنجليزية)